# Исраелян, Вардан Михайлович
Вардан Михайлович Исраелян (арм. Վարդան Միքայելի Իսրաելյան; род. 14 сентября 1966, Ереван) — президент футбольного клуба «Сталь» (Каменское, Украина).
Закончил Ереванский политехнический институт и Запорожский институт им. гетьмана П. Сагайдачного межрегиональной Академии управления персоналом. Женат, воспитывает двух детей.

## Профессиональная карьера
Футболист-профессионал. Защищал цвета клубов: «Бананц» (Ереван), «Арарат» (Ереван), «Эребуни» (Ереван), «Спартак» (Ереван).
Достижения: трёхкратный бронзовый призёр чемпионата Армении (1992, 1993, 1995) и обладатель Кубка Армении (1992) в рядах «Бананца». Выступал в составе юношеской сборной СССР.

## Тренерская карьера
1998—1999 гг. — ассистент главного тренера молодёжной сборной Армении Варужана Сукиасяна
1999—2001 гг. — ассистент главного тренера ФК «Сталь» (Алчевск) Анатолия Волобуева
Управленческий опыт
2001—2002 гг. — финансовый директор и вице-президент ФК «Металлург» (Донецк)
2002—2015 гг. — спортивный директор ФК «Металлург» (Донецк)
С 19 ноября 2015 года до 2018 года — президент ФК «Сталь» (Днепродзержинск)